# King-Size Homer
«King-Size Homer» (рус. Очень большой Гомер) — седьмой эпизод седьмого сезона мультсериала «Симпсоны».

## Сюжет
Мистер Бёрнс организовывает утреннюю зарядку на АЭС, ко всеобщему удовольствию, но к ужасу Гомера. Узнав, что инвалиды могут работать на дому и таким образом не будут делать зарядку, Гомер решает найти путь к достижению инвалидности. Вскоре Гомер обнаруживает, что любой сотрудник, который весит 300 фунтов (136 килограмм), считается инвалидом, и поэтому он решает набрать 61 фунт, чтобы достичь трехсот. Он начинает объедаться, несмотря на неоднократные предупреждения Мардж и Лизы, что это вредно. Благодаря Барту Гомер вскоре достигает своей цели, и мистер Бёрнс устанавливает терминал для работы на дому в доме Симпсонов.
У Гомера простые обязанности, но он по-прежнему пренебрегает ими. Гомеру просто нужно нажимать «да» каждый раз, когда система предложит это. Также он больше не может поместиться в свою одежду и начинает носить муу-муу. Решив пойти в кино, Гомер покидает свой терминал, оставив вместо себя «питьевую птицу», чтобы она нажимала «да» на клавиатуре. Гомера не пускают в кинотеатр из-за веса, Гомер возмущен поведением менеджера кинотеатра и других людей, шутящих о его внешности. Он быстро уходит, утверждая, что люди с избыточным весом являются трудолюбивыми, как никто другой. Вернувшись домой, он обнаруживает, что в его отсутствие питьевая птица не нажала клавишу «да» и что вот-вот на заводе состоится радиоактивная утечка, если система не будет закрыта вручную. Он не в состоянии ни остановить утечку с помощью компьютера, ни предупредить станцию по телефону, потому что его пальцы стали слишком толстыми и он не может правильно набрать номер. Гомер пытается доехать до завода на машине и на скейтборде, но все попытки терпят неудачу из-за его ожирения. Жизнь как бы мстит Гомеру за его злоупотребление доверием, и использования инвалидных средств ради своей выгоды. В конце концов он попадает на завод, угнав грузовик с мороженым. Гомер приходит на электростанцию и поднимается к выключателю, чтобы выключить систему, но случайно падает с лестницы, в итоге блокируя трубу своими гигантскими ягодицами и таким образом предотвращая взрыв. В качестве награды за предотвращение «потенциального Чернобыля» мистер Бёрнс даёт Гомеру медаль и гарантирует, что сделает Гомера худым. Но когда Гомер не может выполнить даже одно скручивание на пресс, мистер Бёрнс решает, что лучше заплатить за липосакцию, чем заставлять Гомера делать зарядку.

## Культурные отсылки
- Когда Гомер заходит в магазин одежды, видно двух манекенов в одинаковых нарядах, которые едут на велосипедах. Они основаны на Билли и Бенни МакКрэри, самых тяжелых близнецах в мире, которые весили более 318 кг каждый. Они получили известность после появления в Книге рекордов Гиннесса с изображением, которое изображает их на мотоциклах Honda. Они будут появляться в том же сезоне, в эпизоде The Day the Violence Died.
- Сцена, в которой Барт и его друзья смотрят на ожиревшего Гомера через окно, основана на сцене из фильма 1993 года «Что гложет Гилберта Грэйпа».
- Гомер считает, что он может заказать напиток Tab нажатием одноимённой клавиши на клавиатуре.
- В кино Гомер пытается посмотреть фильм «Гуди, если озабочен», в главной роли — актер Поли Шор и актриса Фэй Данауэй.

## Отношение критиков и публики
В своём первоначальном американском вещании «King-Size Homer» закончил 45-м в рейтинге за неделю с 30 октября по 3 ноября 1995 года, с рейтингом 10,0 Нильсена. У эпизода был третий из самых высоких рейтингов (поровну с Мелроуз Плейс) на сети Фокс на этой неделе, уступив только Секретным материалам и Беверли-Хиллз, 90210.